# Bernhard von Oer
Bernhard von Oer (* 16. Jahrhundert; † nach 1616) war Domherr an St. Aegidii in Münster. Der Landgerichtsrat Offenberg zu Münster schildert den Fall Bernhard von Oer. Er war ein Totschläger, der nach fünf Jahren Haft zu Bevergern ohne Gerichtsverhandlung freigelassen wurde.

## Leben
Er war Sohn des Berndt von Oer und dessen dritter Frau Gosti von Münster zur Kolvenburg. Nach dem Tod des Onkels Heidenreich von Oer 1574 wurde ihm dessen Domherrenstelle zugesprochen. Um 1585 ging er mit seinem Freund Johann von Westerholt nach Italien. Von dort kehrte Oer zu Beginn des Jahres 1588 nach Münster zurück. Am 20. März 1588 geriet Bernhard mit dem Domherrn Johann Torck in einen Streit, der zunächst verbal begann und später in einer Massenschlägerei endete. Der Komtur des Deutschen Ordens, Melchior Droste zu Senden, griff ein und wies Bernhard von Oer zurecht. Dieser sann auf Rache und tötete später zusammen mit Johann von Westerholt den Komtur, der in Begleitung seines Bruders Jobst Droste zu Senden war, mit fünf Messerstichen.
Trotz seiner Berufung auf seine geistliche Immunität wurde von Oer durch den Ratsherrn und nachmaligen Bürgermeister Bernhard II. von Droste zu Hülshoff dem Stadtrat von Münster überstellt. Dieser übergab beide Täter dem bischöflichen Richter. Beide wurden in Bevergern inhaftiert. Von Oer gelang die Flucht. Er wurde in Ibbenbüren aufgegriffen und nun in Lingen gefangen gehalten.
Nach einem Gutachten der Universität Freiburg wurde er freigelassen und Bischof Ernst von Bayern hat das Verfahren für beendet erklärt. In der Folge kam es noch zum Prozesse um seine Pfründe am Dom zu Münster. Schließlich hat er gegen die Zahlung von 300 Reichstalern auf die Stelle verzichtet. Zusammen mit Anna von Dorsel (genannt Pap-Anneken), Tochter eines Pastors, hatte er mehrere uneheliche Kinder.